# 야마다가와역
야마다가와역(일본어: 山田川駅)은 일본 교토부 소라쿠군 세이카정에 위치한 긴키 닛폰 철도 교토 선의 철도역이다. 역 번호는 B 23이며, 상대식 승강장 2면 2선의 구조를 갖춘 지상역이다.

## 타는 곳
| 1 | B 교토 선 | 하행 | 다카노하라 · 야마토사이다이지 · 나라 · 덴리 · 가시하라진구마에 · 요시노 · 오사카난바 방면 |
| 2 | B 교토 선 | 상행 | 신호소노 · 단바바시 · 교토 · 교토 국제회관 방면                                           |

## 이용 현황
- 2005년 11월 8일 : 4,786명
- 2008년 11월 18일 : 4,501명
- 2010년 11월 9일 : 4,290명
- 2012년 11월 13일 : 4,260명
- 2015년 11월 10일 : 4,874명

## 역 주변
- 국도 제163호선
- 게이나와 자동차도 야마다가와 나들목
- 서일본 여객철도 가타마치 선 니시키즈역

## 인접 역
| 긴키 닛폰 철도 B 교토 선   | 긴키 닛폰 철도 B 교토 선 | 긴키 닛폰 철도 B 교토 선             |
| -------------------------- | ------------------------ | ------------------------------------ |
| B22 기즈가와다이 교토 방면 | B 교토 선                | 다카노하라 B24 야마토사이다이지 방면 |